# Pankratiuskirche (Srejach)

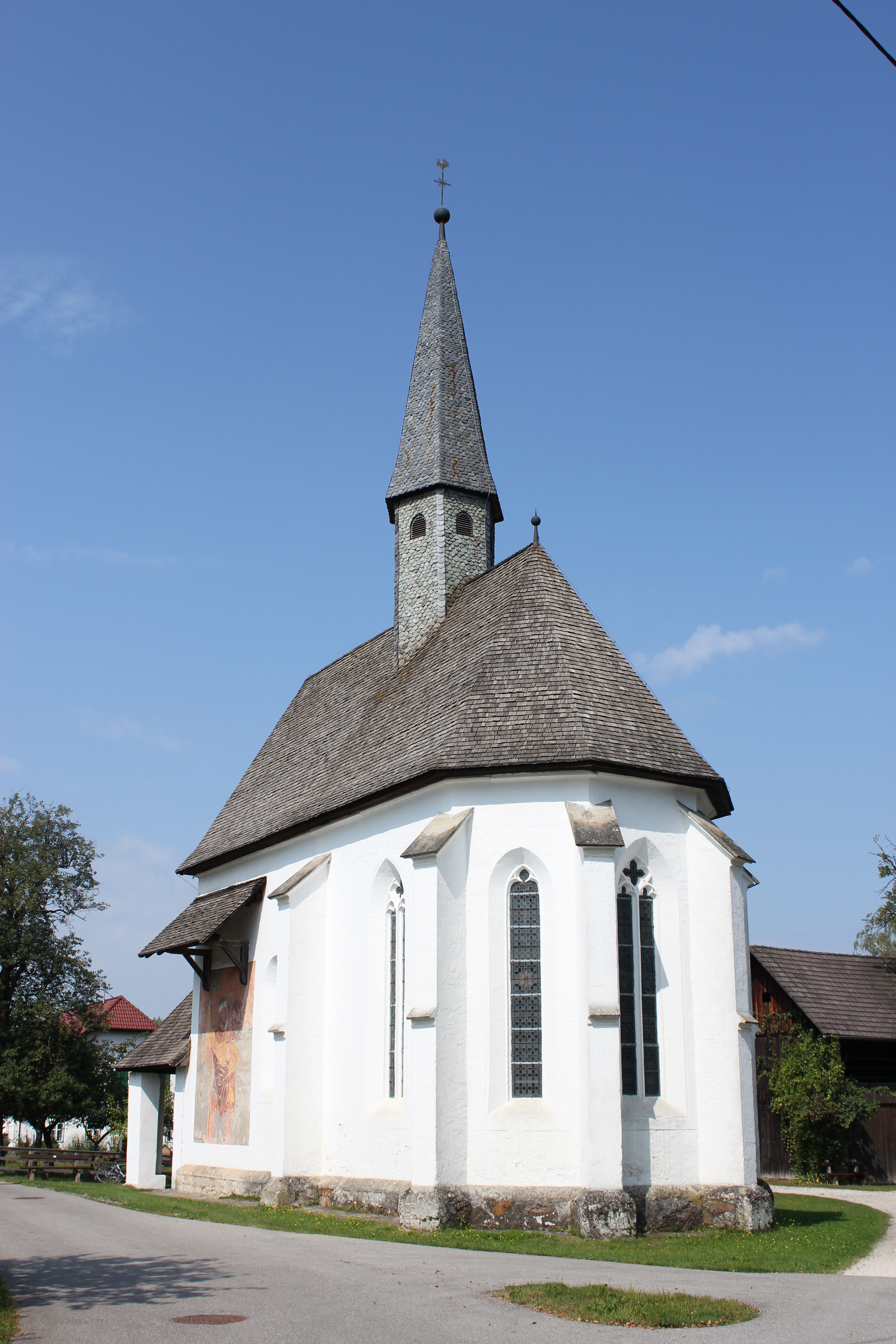
Südostansicht der Pankratiuskirche in Srejach

Die Pankratiuskirche in Srejach/Sreje in der Gemeinde Sankt Kanzian am Klopeiner See ist eine Filialkirche der römisch-katholischen Pfarre St. Kanzian und gehört innerhalb des Dekanats Eberndorf/Dobrla zur Diözese Gurk.

## Baubeschreibung
Die wohl 1454 erstmals urkundlich erwähnte Kirche ist ein kleiner spätgotischer Bau. Er besteht aus einem schmalen, hohen Langhaus mit einem Satteldach, darauf einem Dachreiter, und einem gleich breiten, von Strebepfeilern gestützten Chor. An der Südwand des Langhauses befindet sich ein Fresko des heiligen Christophorus. Die gemauerte, offene Vorlaube schützt das spitzbogige, gotische Westportal.
Der Innenraum besteht aus einem zweijochigen Langhaus mit einem Netzrippengewölbe auf Konsolen. Daran schließt der einjochige Chor mit einem Dreiachtelschluss, einem Netzrippengewölbe auf Runddiensten sowie mit Maßwerkfenstern. Ein spitzbogiger Triumphbogen verbindet die beiden Raumteile. Eine Eisenplattentür führt vom Chor in die Sakristei.
An der Ostseite des südlichen Triumphbogenpfeilers befindet sich ein Gemälde des heiligen Leonhard, daran anschließend an der Langhaussüdwand eine übermalte Kreuzigung aus dem letzten Drittel des 15. Jahrhunderts. Die Gemälde des Jüngsten Gerichts von 1609 an der Chornordwand und die Geißelung Christi aus der gleichen Zeit an der nördlichen Chorschlusswand sind der lokalen Renaissance zuzurechnen.

## Einrichtung
Der Hochaltar von 1644 trägt die Skulpturen des heiligen Pankratius, flankiert von zwei Jesuitenheiligen und im Aufsatz die Heiligen Laurentius und Barbara.
Der um 1720 gefertigte Seitenaltar mit der Statue des heiligen Pankratius aus dem 16. Jahrhundert war ehemals in der Vorhalle aufgestellt. Die Kanzel entstammt dem 19. Jahrhundert.